# Alfredo Morelos
Alfredo José Morelos Aviléz (* 21. Juni 1996 in Cereté) ist ein kolumbianischer Fußballspieler, der zurzeit beim FC Santos in Brasilien unter Vertrag steht und an Atlético Nacional ausgeliehen ist.

## Karriere

### Verein
Alfredo Morelos wurde 1996 in Cereté im Norden von Kolumbien geboren. Seine Karriere begann er bei Independiente Medellín. Für den Verein absolvierte der Stürmer zwischen 2014 und 2016 zwölf Spiele in der Kolumbianischen Fußballmeisterschaft, in der er mit 18 Jahren debütierte, und erzielte dabei ein Tor gegen Fortaleza FC im September 2014. Im Februar 2016 wurde Morelos nach Finnland zum HJK Helsinki verliehen. Für den Verein aus der finnischen Landeshauptstadt traf er in der Saison 2016 in 30 Meisterschaftsspielen 16-mal in das gegnerische Tor. Zusammen mit Njazi Kuqi wurde er Zweiter in der Torjägerliste hinter Roope Riski mit 17 Treffern. Mit HJK wurde er in der gleichen Spielzeit Vizemeister. Am Ende der Saison wurde der Kolumbianer fest verpflichtet. Zum Start in die Saison 2017 konnte er an den ersten 12 Spieltagen elf Tore erzielen. Im Juni 2017 wechselte der 20-Jährige für eine Ablösesumme zu den Glasgow Rangers in die Scottish Premiership. Mit den Rangers gewann Morelos 2021 die Meisterschaft und 2022 den Pokal. Er absolvierte in dieser Zeit insgesamt 269 Pflichtspiele für die Schotten und erzielte dabei 124 Tore. Anfang September 2023 wechselte er nach Brasilien zum FC Santos.
Im Juli 2024 wurde Morelos in seine Heimat an Atlético Nacional ausgeliehen. Die Leihe wurde Anfang des Jahres 2025 bis ans Jahresende verlängert.

### Nationalmannschaft
Alfredo Morelos absolvierte Länderspiele für die Juniorenmannschaften der U-17 und U-20 von Kolumbien. Durch seine starken Leistungen bei den Glasgow Rangers, wurde Morelos im August 2018 erstmals in den Kader der A-Nationalmannschaft berufen. Sein Debüt gab er einen Monat später gegen Venezuela, als er für Radamel Falcao eingewechselt wurde. In seinem sechsten Länderspiel im November 2019 erzielte der Stürmer sein erstes Tor im Nationaltrikot, als er den 1:0-Siegtreffer gegen Peru erzielte. Bei der Copa América im Juni 2021 absolvierte er sein elftes und bisher letztes Länderspiel für Kolumbien.

## Erfolge
Rangers
- Premiership: 2020/21
- FA Cup: 2021/22

Atlético Nacional
- Primera A: Clausura 2024
- Pokalsieger: 2024
- Superliga: 2025